# Бенк/Моньюмент (станції метро)
51°30′47″ пн. ш. 0°05′17″ зх. д. / 51.513° пн. ш. 0.088° зх. д.

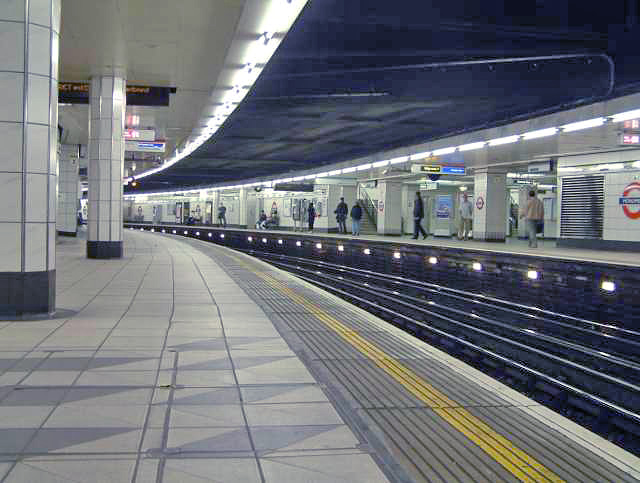
Метростанція Моньюмент, платформа ліній Центральна та Дистрикт

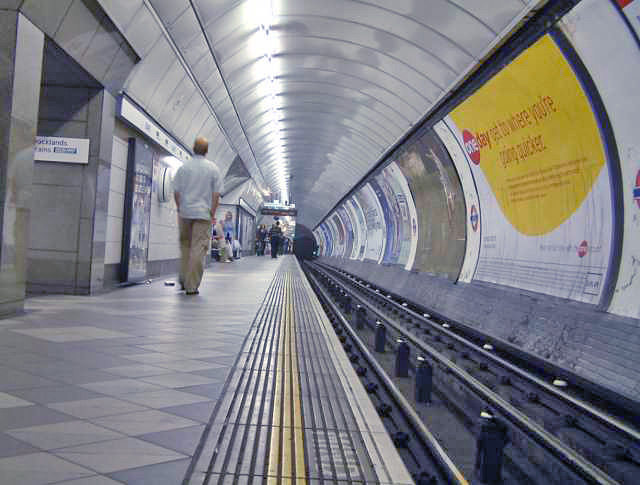
Метростанція Бенк, платформа Північої лінії

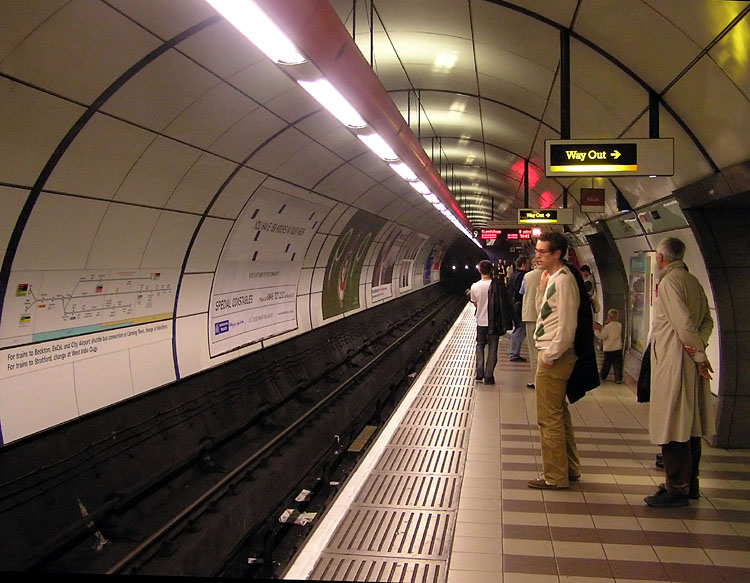
Метростанція Бенк, платформа Доклендського легкого метро

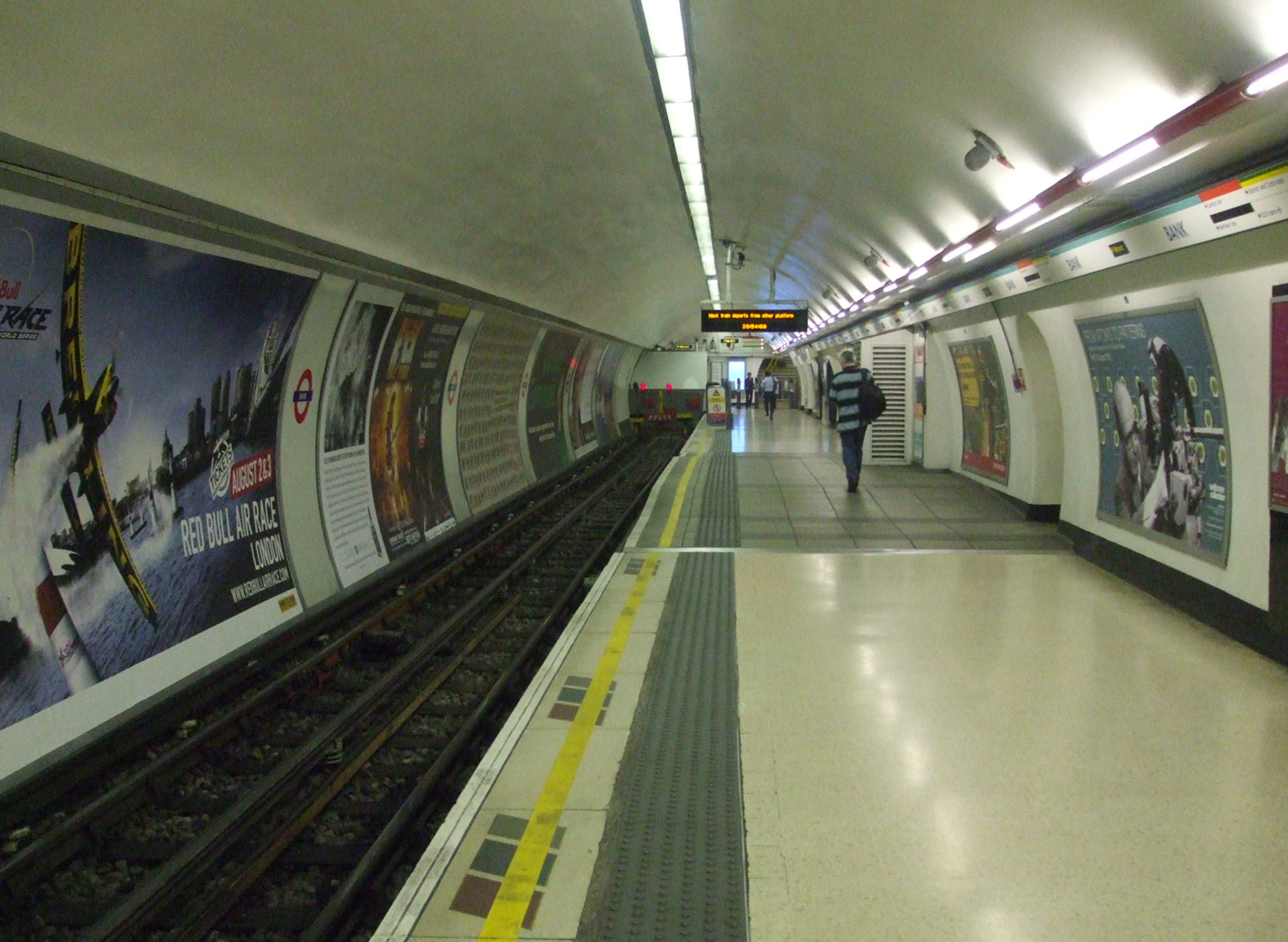
Метростанція Бенк, платформа лінії Ватерлоо-енд-Сіті

Бенк/Моньюмент (англ. Bank and Monument stations) — дві взаємосполучені станції Лондонського метро та Доклендської легкої залізниці. Вони розташовані під Кінг Вільям-стріт в Лондонському Сіті. Офіційно вони вважаються однією станцією з окремими входами і різними назвами. Станційний комплекс, розташований в тарифній зоні 1, також відомий як Bank-Monument complex. В 2013 році пасажирообіг станції становив 52,31 млн. осіб (близько 143 тис. осіб на добу). На станції заставлено тактильне покриття. 

## Опис
Станцію Бенк (51°30′48″ пн. ш. 0°5′20″ зх. д. / 51.51333° пн. ш. 0.08889° зх. д.) найменовано на честь Банку Англії, який знаходиться безпосередньо над ним. Станцію відкрито у 1900 році, під Бенк-дженкшн. Обслуговує потяги Північної і Центральної лінії, а також Доклендського легкого метро. Платформи Ватерлоо-енд-Сіті сполучені двома лише злегка нахиленими ескалаторами з цією частиною станційного комплексу.
Станцію Моньюмент (51°30′38″ пн. ш. 0°5′9″ зх. д. / 51.51056° пн. ш. 0.08583° зх. д.) найменовано на честь Монумента, відкрито у 1884 році. Обслуговує потяги ліній Кільцевої та Дистрикт. Обидві станції сполучні 200 м тунелем обладнаним траволатором.

## Історія
Станція Моньюмент була відкрита під назвою «Істчеап» 6 жовтня 1884 року у складі Metropolitan District Railway (тепер лінія Дистрикт), за сусідньою вулицею, і була перейменована на «Моньюмент» 1 листопада 1884 року.
Станція «Сіті» Waterloo & City Railway була відкрита 8 серпня 1898 року. Платформи лінії Ватерлоо-енд-Сіті були перейменовані на «Бенк» 28 жовтня 1940 року.
Перша станція, відома як «Бенк», була відкрита 25 лютого 1900 року у складі City & South London Railway (C&SLR, тепер складова Північної лінії)
Відкриття платформ станції Бенк Central London Railway (CLR, тепер Центральна лінія) відбулося 30 липня 1900 року. 
Платформи Доклендського легкого метро були відкриті 29 липня 1991 року і є сполучені з одного кінця з платформами Центральної лінії, а з іншого — зі станцією Моньюмент.

## Пересадки
- Пересадки на автобуси маршрутів:  8, 11, 15, 21, 25, 26, 40, 43, 76, 133, 141, 242, 15H та нічних маршрутів: N8, N11, N21, N26, N76, N133, N199, N550, N551.

- На відстані крокової досяжності станції
  - Для станції Бенк: Кеннон-стріт, Ліверпуль-стріт, Фенчерч-стріт
  - Для станції Моньюмент: Фенчерч-стріт